# Bode Ioiô

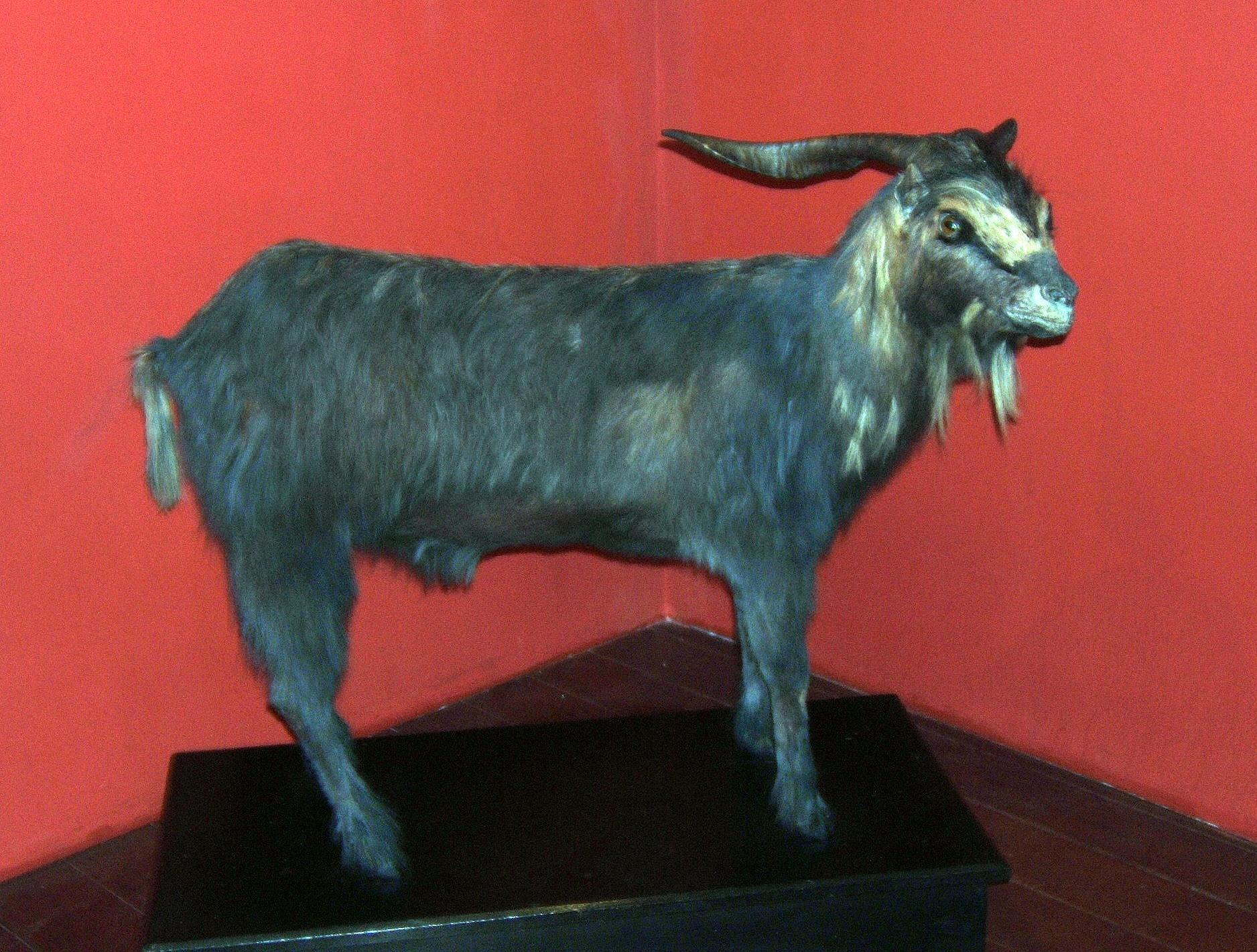
Bode Ioiô empalhado e exposto no Museu do Ceará.

Bode Ioiô foi um famoso bode que viveu na cidade de Fortaleza no início do século XX, mormente na década de 1920. Figura folclórica da cultura popular cearense, Ioiô costumava perambular pelas ruas centrais da cidade, na companhia de boêmios e escritores que frequentavam os bares e cafés ao redor da Praça do Ferreira, antigo centro cultural da capital, e que lhe davam cachaça para beber. Segundo conta a história popular, recebeu o nome de "Ioiô" por percorrer sempre o mesmo trajeto, definido entre a Praça do Ferreira e a Praia de Iracema.
Trazido a Fortaleza em 1915 por retirantes sertanejos, foi adquirido e mantido por José de Magalhães Porto, representante do industrial Delmiro Gouveia, correspondente no nordeste da empresa britânica Rossbach Brazil Company, localizada na Praia de Iracema, da qual tornou-se uma espécie de mascote. 
Em 1922 o bode Ioiô foi eleito a vereador, como forma de protesto à política local na época. Apesar de ele nunca ter se candidatado, a eleição aconteceu, pois naquele tempo os eleitores votavam em cédulas de papel, escrevendo o nome de seus candidatos. Ioiô nunca tomou posse oficialmente de seu posto de vereador, mas passou a ser conhecido como “Bode Celebridade”, o bode vereador despachava todos os dias na praça do Ferreira.
Ioiô foi imortalizado ao ser empalhado e doado ao acervo do Museu do Ceará, logo após sua morte, em 1931.
Ioiô virou tema de documentários, histórias de cordel e livros infantis. É citado em obras de memorialistas cearenses como o poeta Otacílio de Azevedo e o historiador Raimundo Girão. Recentemente foi eleito pelas crianças da capital cearense como o mascote de Fortaleza.
Em 1996, teve o seu rabo roubado. Em 2019, foi enredo da escola de samba Paraíso do Tuiuti do Rio de Janeiro.